# Musaranya siberiana
La musaranya siberiana (Crocidura sibirica) és una espècie de mamífer eulipotifle de la família de les musaranyes (Soricidae) que viu a Rússia, la Xina, el Kazakhstan, Kirguizstan i Mongòlia. És considerada com una mena de plaga i, per tant, perseguida.